# Mike McGee
Pour les articles homonymes, voir McGee.
Mike McGee, né le 29 juillet 1959 à Tyler au Texas, est un joueur américain de basket-ball. Double champion de la National Basketball Association (NBA) avec les Lakers de Los Angeles, il a évolué dans plusieurs clubs de NBA puis a également connu une carrière en Europe.

## Biographie
Après quatre saisons universitaires chez les Michigan Wolverines de l'université du Michigan, il est choisi en 19e position par les Lakers de Los Angeles lors de la draft 1981 de la NBA.
Dès sa première saison, il remporte un titre de champion de NBA, titre obtenu après une victoire quatre victoires à deux face aux Sixers de Philadelphie. La saison suivante, les Lakers disputent de nouveau les Finales NBA face aux mêmes adversaires. Les Sixers de Moses Malone l'emportent sur un sweep (quatre victoires à zéro). Pour la troisième saison en trois ans, Les Lakers jouent de nouveau les Finales. Ils sont opposés aux Celtics de Boston qui l'emportent grâce à une victoire 111 à 102 lors de la septième et ultime manche. Ces deux équipes sont de nouveau à l'affiche des Finales NBA de la saison suivante. Les Lakers prennent leurs revanches en l'emportant quatre à deux. Lors de la cinquième saison passée chez à Los Angeles, les Lakers terminent en tête de la conférence Ouest mais s'inclinent en finale de conférence face aux Rockets de Houston. Lors de ces cinq saisons, sa moyenne de points progresse de 4,9 à 10,2 puis redescend à 8,3 lors de la dernière saison. Ses statistiques au rebond sont de 1,3, 1,4, 2,5 et 2,2 et 2,0. Au niveau des passes décisives, les moyennes en saison régulières sont de 0,4, 0,7, 1,1, 0,9 et 1,2.
En juin 1986, il fait partie d'un échange qui l'envoie, en compagnie de Ken Barlow chez les Hawks d'Atlanta en contrepartie de Billy Thompson et Ron Kellogg. Pour sa première saison dans sa nouvelle franchise, il termina avec des statistiques légèrement en hausse, 10,4 points, 2,1 rebonds et 2,0 passes. Les Hawks éliminent les Pacers de l'Indiana au premier tour des play-offs mais s'inclinent quatre à un face aux Pistons de Détroit lors du tour suivant. McGee effectue le début de la saison suivante chez les Hawks avant de rejoindre le 14 décembre 1987 les Kings de Sacramento en échange de Rodney Monroe et d'un deuxième tour de draft. Il connait alors sa meilleure saison de NBA en termes de points avec une moyenne de 14,2 points, auxquels il ajoute 3,0 rebonds et 1,6 passe.
Juste à l'entame de la saison suivante, il fait de nouveau l'objet d'un échange qui l'envoie chez les Nets du New Jersey. Sur les 80 rencontres de phase régulière qu'il dispute, il est à 49 reprises dans le cinq de départ. Il inscrit 13 points, capte 2,4 rebonds et délivre 1,5 passe.
McGee fait ses débuts en Europe lors de la saison suivante en évoluant en Italie en LegA dans le club de Aurora Desio. Il dispute 20 rencontres, pour des statistiques de 32,8 points, 3,7 rebonds et 0,4 passe. En mars de la même saison, il retourne en NBA pour évoluer avec les Suns de Phoenix. Il dispute 14 rencontres de phase régulière puis dispute aux play-offs. Ils éliminent le Jazz de l'Utah, puis les Lakers avant de s'incliner quatre à deux en finale de conférence face aux Trail Blazers de Portland.
Il retrouve de nouveau l'Europe la saison suivante en évoluant en France dans le club du CSP Limoges. Toutefois, il ne termine pas la saison. Il rejoint alors le club de Rapid City Thrillers en Continental Basketball Association (CBA). Il évolue ensuite la saison suivante dans le club vénézuélien de Gaiteros del Zulia.